# Коенга
Коенга (уст. Ковеньга) — река в России, протекает по Харовскому району Вологодской области. Устье реки находится в 33 км от устья Вондожи по левому берегу. Длина реки составляет 10 км.
Исток Коенги расположен в восточной части Еланского болота, расположенного в 32 км к северо-западу от Харовска. Течёт по ненаселённому лесу на северо-восток, крупных притоков нет. Впадает в Вондожь выше деревни Горка.

## Данные водного реестра
По данным государственного водного реестра России относится к Двинско-Печорскому бассейновому округу, водохозяйственный участок реки — озеро Кубенское и реки Сухона от истока до Кубенского гидроузла, речной подбассейн реки — Сухона. Речной бассейн реки — Северная Двина.
Код объекта в государственном водном реестре — 03020100112103000006006.